# Методи Тагучі
Методи Тагучі (яп. タグチメソッド) — це статистичні методи, які іноді називають надійними методами проєктування, розроблені Генічі Тагучі для поліпшення якості виготовлених товарів, а останнім часом застосовуються і в техніці, біотехнології, маркетинг та реклами Професійні статистики вітають цілі та вдосконалення, досягнуті методами Тагучі, зокрема розробкою Тагучі конструкцій для вивчення варіацій, але критикують неефективність деяких пропозицій Тагучі.
Робота Тагучі включає три основні внески до статистики:
- Специфічна функція втрат
- Філософія офлайн-контролю якості
- Інновації в проєктуванні експериментів.

Плани випробувань згідно з Тагучі — це, по суті, дробові факторіальні конструкції, що означає, що проходять не всі можливі комбінації рівнів факторів, а лише точно вибрану підмножину. Для створення планів тестування використовуються так звані ортогональні масиви, які таблично подані в довідкових роботах.
Генічі Тагучі зробив цінний внесок у статистику та техніку. Його акцент на втратах для суспільства, методи досліджень варіацій експериментів та загальна стратегія проєктування систем, параметрів та допусків вплинули на поліпшення якості виробництва у всьому світі.